# Pervomaisc, Stînga Nistrului
Pervomaisc este un sat din Unitățile Administrativ-Teritoriale din Stînga Nistrului, aparținând Republicii Moldova.
Localitatea a fost înființată în 1970, iar azi are cel puțin 7.300 de locuitori. Pervomaisc este situat în zona forestieră-stepă. În apropiere curge râul Cuciurgan. Localitatea moldovenească se află în imediata apropiere a graniței cu Ucraina. Gara Pervomaisc este destinată transportului de cărbune pentru centrala „Moldavskaya GRES” (din localitatea moldovenească Dnestrovsc).
Conform recensământului din anul 2004, populația localității era de 4.434 locuitori, dintre care 750 (16.91%) moldoveni (români), 2.068 (46.63%) ucraineni si 1.408 (31.75%) ruși.

## Galerie de imagini

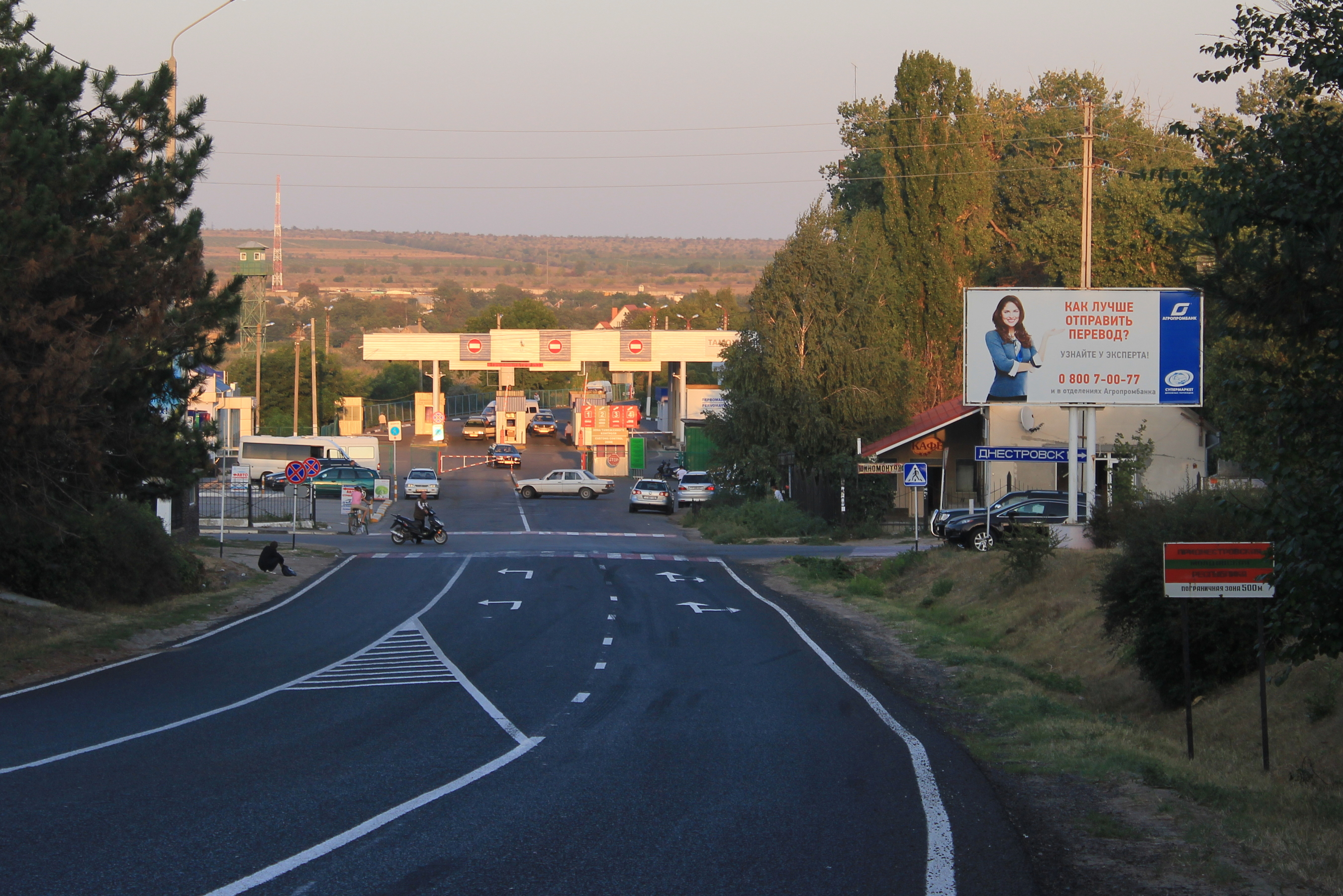
Postul vamal Pervomaisc – Cuciurgan